# Cantonul Ambazac
Cantonul Ambazac este un canton din arondismentul Limoges, departamentul Haute-Vienne, regiunea Limousin, Franța.

## Comune
| Comune                    | Populație (1999) | Cod poștal | Cod INSEE |
| ------------------------- | ---------------- | ---------- | --------- |
| Ambazac                   | 5.542            | 87240      | 87002     |
| Les Billanges             | 307              | 87340      | 87016     |
| Bonnac-la-Côte            | 1.566            | 87270      | 87020     |
| Rilhac-Rancon             | 4.227            | 87570      | 87125     |
| Saint-Laurent-les-Églises | 851              | 87240      | 87157     |
| Saint-Priest-Taurion      | 2.784            | 87480      | 87178     |
| Saint-Sylvestre           | 898              | 87240      | 87183     |